# イスラエル・モタ
イスラエル・モタ（Israel Mota、1996年1月3日 - ）は、ドミニカ共和国出身のプロ野球選手（外野手）。右投右打。プエブラ・パロッツ所属。

## 経歴

### ナショナルズ傘下時代
2013年から2017年までワシントン・ナショナルズ傘下のマイナーでプレー。マイナー通算188試合出場、打率.257、13本塁打、80打点。
2017年にドミニカ共和国で行われた読売ジャイアンツのトライアウトを受験したが不合格。
2018年は日本行きを実現するため浪人生活を送りトレーニングに励んだ。

### 巨人時代
2018年11月に行われた読売ジャイアンツのトライアウトを再受験。打撃練習で飛距離を猛アピールして合格。
2019年1月に読売ジャイアンツと育成契約を結び来日。背番号は014。同年、主に三軍の試合に出場した。二軍では22試合に出場し、打率.313、1本塁打、6打点という成績だった。
2020年は2月の春季キャンプでの実戦11試合で打率.341、1本塁打、9打点という成績を残し、原監督からキャンプMVPに選ばれた。 キャンプでの猛アピールが認められて、2月28日に支配下選手登録された。背番号は44。その後三軍まで降格するも、ジェラルド・パーラ、クリストファー・クリソストモ・メルセデスの負傷もあり、8月21日に一軍登録され同日の広島東洋カープ戦（MAZDA Zoom-Zoom スタジアム広島）で初出場、翌22日の広島戦では9回薮田和樹から初安打となる本塁打を放った。11月20日、球団より戦力外通告が発表された。巨人退団後はドミニカ共和国に居住していた。

### KAL・熊本時代
2021年12月20日、日本国内独立リーグ・九州アジアリーグ（KAL）の火の国サラマンダーズがモタと仮契約を結んだことを発表した。背番号は1。同球団初の外国籍選手となる。モタの火の国入団には、通訳の田口和彦が尽力したと報じられている。
2022年は3月25日に出場選手登録され。リーグ最多の18本塁打を記録して、最多本塁打のタイトルを獲得した。シーズン終了後の11月18日、火の国サラマンダーズを退団（自由契約）したことが発表された。
2022年12月時点では、リーガ・ニカラグエンセ・デ・ベイスボル・プロフェシオナル（ニカラグアのウィンターリーグ）のティグレス・デル・チナンデガでプレーしていた。

### KAL・北九州時代
2023年5月12日、KALの北九州下関フェニックスへの入団が発表された。シーズン途中からの加入だったが、シーズン終盤には2試合連続で本塁打を放ち、規定打席（所属球団の試合数×2.7打席）に29打席足りないながらも10本塁打を打ち、2年連続で最多本塁打のタイトルを獲得した。このシーズン、8月1日の対火の国戦では9回表の一死二塁の場面で投手として登板し（登板時点で6点ビハインド）、1四球1被安打で1点を失いながら、交代完了した。

### 火の国復帰
2023年10月31日に、北九州から火の国への移籍がリーグより発表された。火の国へは2年ぶりの復帰となる（火の国サラマンダーズの球団略称は、2023年から「火の国」に変更された）。2024年シーズン中の8月14日、「リーグの定める規定に抵触する行為」により2試合の出場停止処分を受けた。最終的に同年シーズンは自己の持つリーグ記録を更新する26本塁打・81打点の成績を挙げた。シーズン終了後の10月10日に自由契約での退団が発表された。

### メキシカンリーグ時代
2024年11月26日にプエブラ・パロッツと契約した。

## 選手としての特徴・人物
アグレッシブなプレーが持ち味。豪快なフルスイングが特徴のパワーヒッターであり、積極性に加えて柔軟性も抜群。また、脚力も兼ね備える。
喜怒哀楽を隠さない明るい人柄で、巨人時代はチーム屈指の愛され役であった。
巨人時代に支配下登録された際の会見で、母親から「こんにちは、イスラエル。みんなにとってあなたは本当に誇りです。愛していますよ」というビデオメッセージが寄せられ、感極まって号泣した。
KAL・熊本時代から鈴木誠也が広島時代に使用していたバットを使用している。

## 詳細情報

### 年度別打撃成績
| 年 度     | 球 団     | 試 合 | 打 席 | 打 数 | 得 点 | 安 打 | 二 塁 打 | 三 塁 打 | 本 塁 打 | 塁 打 | 打 点 | 盗 塁 | 盗 塁 死 | 犠 打 | 犠 飛 | 四 球 | 敬 遠 | 死 球 | 三 振 | 併 殺 打 | 打 率 | 出 塁 率 | 長 打 率 | O P S |
| --------- | --------- | ----- | ----- | ----- | ----- | ----- | -------- | -------- | -------- | ----- | ----- | ----- | -------- | ----- | ----- | ----- | ----- | ----- | ----- | -------- | ----- | -------- | -------- | ----- |
| 2020      | 巨人      | 9     | 11    | 9     | 3     | 2     | 0        | 0        | 1        | 5     | 4     | 1     | 0        | 0     | 0     | 2     | 0     | 0     | 3     | 0        | .222  | .364     | .556     | .919  |
| 通算：1年 | 通算：1年 | 9     | 11    | 9     | 3     | 2     | 0        | 0        | 1        | 5     | 4     | 1     | 0        | 0     | 0     | 2     | 0     | 0     | 3     | 0        | .222  | .364     | .556     | .919  |

- 2021年度シーズン終了時

### 年度別守備成績
| 年 度 | 球 団 | 外野  | 外野  | 外野  | 外野  | 外野  | 外野     |
| 年 度 | 球 団 | 試 合 | 刺 殺 | 補 殺 | 失 策 | 併 殺 | 守 備 率 |
| ----- | ----- | ----- | ----- | ----- | ----- | ----- | -------- |
| 2020  | 巨人  | 4     | 0     | 0     | 0     | 0     | ----     |
| 通算  | 通算  | 4     | 0     | 0     | 0     | 0     | ----     |

- 2021年度シーズン終了時

### 記録
初記録
- 初出場：2020年8月21日、対広島東洋カープ10回戦（MAZDA Zoom-Zoom スタジアム広島）、6回裏にゼラス・ウィーラーに代わり左翼手で出場
- 初打席：同上、9回表に島内颯太郎から四球
- 初安打・初本塁打・初打点：2020年8月22日、対広島東洋カープ11回戦（MAZDA Zoom-Zoom スタジアム広島）、9回表に薮田和樹から左越2ラン
- 初盗塁：2020年8月25日、対東京ヤクルトスワローズ11回戦（明治神宮野球場）、8回表に二盗（投手・中尾輝、捕手・西田明央）

### 独立リーグでの年度別打撃成績
| 年 度     | 球 団     | 試 合 | 打 席 | 打 数 | 得 点 | 安 打 | 二 塁 打 | 三 塁 打 | 本 塁 打 | 塁 打 | 打 点 | 盗 塁 | 盗 塁 死 | 犠 打 | 犠 飛 | 四 球 | 敬 遠 | 死 球 | 三 振 | 併 殺 打 | 打 率 | 出 塁 率 | 長 打 率 | O P S |
| --------- | --------- | ----- | ----- | ----- | ----- | ----- | -------- | -------- | -------- | ----- | ----- | ----- | -------- | ----- | ----- | ----- | ----- | ----- | ----- | -------- | ----- | -------- | -------- | ----- |
| 2022      | 熊本      | 66    | 263   | 210   | 46    | 62    | 6        | 0        | 18       | 122   | 61    | 16    | 4        | 0     | 3     | 49    | -     | 1     | 43    | 3        | .295  | .426     | .581     | 1.007 |
| 2023      | 北九州    | 44    | 179   | 150   | 42    | 47    | 8        | 1        | 10       | 87    | 43    | 12    | 2        | 0     | 2     | 26    | -     | 1     | 25    | 8        | .313  | .413     | .580     | .993  |
| 2024      | 火の国    | 68    | 294   | 247   | 59    | 92    | 17       | 0        | 26       | 187   | 81    | 19    | 7        | 0     | 6     | 41    | -     | 0     | 31    | 8        | .372  | .452     | .757     | 1.209 |
| 通算：3年 | 通算：3年 | 178   | 736   | 607   | 147   | 201   | 31       | 1        | 54       | 396   | 185   | 47    | 13       | 0     | 11    | 116   | -     | 2     | 99    | 19       | .331  | .433     | .652     | 1.086 |

- 2024年シーズン終了時
- 各年度の赤太字はリーグ歴代最高、太字はリーグ最高
- 火の国サラマンダーズの略称は、2022年は「熊本」、2024年は「火の国」

### 背番号
- 014（2019年 - 2020年2月27日）
- 44（2020年2月28日 - 同年終了）
- 1（2022年）
- 33（2023年5月12日 - 同年終了）
- 21（2024年）

### 登場曲
- 「CHA-LA HEAD-CHA-LA」影山ヒロノブ（2020年）
- 「鉄腕アトム」高井達雄（2020年）